# (17502) Manabeseiji
(17502) Manabeseiji est un astéroïde de la ceinture principale.

## Description
(17502) Manabeseiji est un astéroïde de la ceinture principale. Il fut découvert le 23 mars 1992 à Kitami par Kin Endate et Kazuro Watanabe. Il présente une orbite caractérisée par un demi-grand axe de 2,28 UA, une excentricité de 0,12 et une inclinaison de 4,2° par rapport à l'écliptique.

## Compléments